# Herb gminy Wągrowiec
Herb gminy Wągrowiec – jeden z symboli gminy Wągrowiec, ustanowiony 26 czerwca 1997.

## Wygląd i symbolika
Herb przedstawia na tarczy dzielonej w słup w polu lewym na czerwonym tle srebrno-brązowy topór skierowany w lewo, natomiast w błękitnym polu prawym złoty wizerunek Matki Bożej z Dzieciątkiem.